# 堕天使のパスポート
『堕天使のパスポート』（英: Dirty Pretty Things）は、2002年制作のイギリス映画。ロンドンを舞台に、なんとかパスポートを手に入れようとする不法移民たちを描く。

## ストーリー
ロンドンのホテルで働くオクウェはナイジェリアからの不法移民で、昼はタクシー運転手、夜はフロントで働くという生活をしていた。同時に母国では医師であったオクウェは、貧しい移民に医療措置を施すこともあった。オクウェの同居人は同じホテルで働くシェナイというトルコからの難民女性で、シェナイは親族のいるアメリカに渡るという希望を持っていた。そんなある日、オクウェはホテルのトイレで人間の心臓を見つける。

## キャスト
| 役名         | 俳優                     | 日本語吹替 |
| ------------ | ------------------------ | ---------- |
| オクウェ     | キウェテル・イジョフォー | 乃村健次   |
| シェナイ     | オドレイ・トトゥ         | 高橋理恵子 |
| ファン       | セルジ・ロペス           | 江原正士   |
| ジュリエット | ソフィー・オコネドー     | 朴璐美     |
| グオイ       | ベネディクト・ウォン     | 坂口候一   |

- その他の声の吹き替え：塩屋浩三／廣田行生／田原アルノ／石住昭彦／佐藤晴男／遠藤純一／上田陽司／原田晃／田中一永／飯島肇／浅井晴美／市川まゆ美／田村聖子／重松朋